# Anytime (曲)
「anytime」（エニータイム）は、2008年1月23日発売の日本の歌手・倖田來未の39作目のシングル。発売元はrhythm zone。

## 解説
2008年1月30日に発売のアルバム『Kingdom』からの先行シングル。「CDのみ」、「CD＋DVD」の2形態での発売となった。ジャケットもそれぞれ異なっている。どちらも完全限定生産となっている。
「anytime」は、キリンビール キリンチューハイ氷結CMソング、music.jpTV-CFソング であり、恋する女性の幸せな気持ちを描いたポップナンバーとなっている。この曲はかねてから温存してきた楽曲であった（もともとは「FREAKY」の3曲目に収録予定であった）。曲の世界観を出すために、この楽曲を音楽番組で出演する際はほぼスッピンで披露した。
カップリングの「Bounce」は、クールなダンスナンバーとなっている。こちらはアルバムには未収録となっている。

## 収録曲

### CD
- 全作詞：Kumi Koda

1. anytime [4:10]
作曲・編曲：Hideya Nakazaki
2. Bounce [3:18]
作曲：Anthony Anderson、Steve Smith、Chin Injetib
3. anytime "FreeTEMPO Remix" [7:12]
4. anytime "Instrumental" [4:11]
5. Bounce "Instrumental" [3:19]

### DVD
1. anytime "Music Video" (Single version) 
アルバムのDVDに収録されるものとは別作品であり、今作にしか収録されないものである。
2. anytime "Making Video"
3. Kingdom "VJ KAITEKI Mix"
アルバム『Kingdom』収録PVのダイジェスト映像を収録したもの。

#### レンタル盤
1. Kingdom "VJ KAITEKI Mix"
2. Kingdom "Trailer"

## タイアップ
- キリンビール キリンチューハイ氷結CMソング (#1)
- music.jpTV-CFソング (#1)

## 収録アルバム
- anytime
  - 『Kingdom』(ビデオクリップはアルバムバージョン)
  - 『BEST 〜third universe〜』
  - 『BEST 〜2000-2020〜』

- anytime "FreeTEMPO remix"
  - 『KODA KUMI DRIVING HIT'S』

## 収録ライブ映像
- anytime
  - 『KODA KUMI LIVE TOUR 2008 〜Kingdom〜』
  - 『KODA KUMI Premium Night 〜Love & Songs〜』(メドレー)
- Bounce
  - 『KODA KUMI SPECIAL LIVE “Dirty Ballroom” 〜One Night Show〜』(TRICK)